# Josef Baccay
Josef Brian Johansen Baccay (Kolbotn, 29 aprile 2001) è un calciatore norvegese naturalizzato filippino, difensore o centrocampista dell'Odd e della Nazionale filippina.

## Biografia
Baccay è nato in Norvegia da padre norvegese e madre filippina, il che lo rende eleggibile per entrambe le Nazionali.

## Carriera

### Club
Baccay è cresciuto nelle giovanili del Kolbotn, per poi entrare a far parte di quelle del Lillestrøm. L'11 giugno 2018 ha firmato il primo contratto professionistico con il Lillestrøm, valido fino al 31 dicembre 2021. Ha esordito in Eliteserien con la maglia di quest'ultimo club, in data 22 aprile 2019: ha sostituito Daniel Gustavsson nella sconfitta casalinga per 0-2 contro il Molde. Il 6 luglio 2020 è stato ceduto al Fredrikstad con la formula del prestito. Il 18 luglio ha giocato il primo incontro con questa maglia, in 2. divisjon: ha sostituito Tomas Lopez Borgersen nel successo per 1-0 sull'Hødd.
Rientrato dal prestito, il 2 luglio 2021 è stato ceduto con la medesima formula al Kongsvinger. Il 3 luglio ha esordito con questa casacca, sostituendo Victor Grodås nel successo per 5-4 sul Brattvåg. Il 18 luglio, lo stesso Kongsvinger ha comunicato che il prestito era giunto alla scadenza e che Baccay avrebbe quindi fatto rientro alla base.
Il 4 marzo 2022 è stato tesserato ufficialmente dall'Odd, per cui ha firmato un contratto valido fino al 31 dicembre 2023: ha scelto di vestire la maglia numero 3. Ha esordito con la nuova squadra il successivo 3 aprile, schierato titolare nella vittoria per 2-0 sul Tromsø.
Il 24 giugno 2023 ha prolungato il contratto che lo legava all'Odd, fino al 31 luglio 2026. Il successivo 29 ottobre ha realizzato il primo gol nella massima divisione locale, contribuendo al successo interno per 2-0 arrivato sull'HamKam.

### Nazionale
Baccay ha rappresentato la Norvegia a livello giovanile. A marzo 2024, è stato tra i calciatori reclutati dal commissario tecnico delle Filippine Tom Saintfiet e dal team manager Alfredo Razón González per giocare con questa Nazionale. Il 10 marzo 2025, Baccay è stato convocato per la sfida valida per le qualificazioni alla Coppa d'Asia 2027 da disputarsi contro le Maldive. Una settimana più tardi, la FIFA ha approvato la richiesta presentata da Baccay per poter rappresentare le Filippine. Il 25 marzo 2025 ha quindi effettuato il proprio esordio, sostituendo Michael Kempter nella vittoria per 4-1 sulla formazione maldiviana.

## Statistiche

### Presenze e reti nei club
Statistiche aggiornate al 25 marzo 2025.
| Stagione          | Club              | Campionato        | Campionato | Campionato | Coppe nazionali | Coppe nazionali | Coppe nazionali | Coppe continentali | Coppe continentali | Coppe continentali | Supercoppe | Supercoppe | Supercoppe | Totale | Totale |
| Stagione          | Club              | Comp              | Pres       | Reti       | Comp            | Pres            | Reti            | Comp               | Pres               | Reti               | Comp       | Pres       | Reti       | Pres   | Reti   |
| ----------------- | ----------------- | ----------------- | ---------- | ---------- | --------------- | --------------- | --------------- | ------------------ | ------------------ | ------------------ | ---------- | ---------- | ---------- | ------ | ------ |
| 2019              | Lillestrøm        | ES                | 6          | 0          | CN              | 2               | 0               | -                  | -                  | -                  | -          | -          | -          | 8      | 0      |
| gen.-lug. 2020    | Lillestrøm        | 1D                | 0          | 0          | -               | -               | -               | -                  | -                  | -                  | -          | -          | -          | 0      | 0      |
| lug.-dic. 2020    | Fredrikstad       | 2D                | 8+3        | 0          | -               | -               | -               | -                  | -                  | -                  | -          | -          | -          | 11     | 0      |
| gen.-lug. 2021    | Lillestrøm        | ES                | 0          | 0          | CN              | 1               | 0               | -                  | -                  | -                  | -          | -          | -          | 1      | 0      |
| lug. 2021         | Kongsvinger       | 2D                | 2          | 0          | CN              | -               | -               | -                  | -                  | -                  | -          | -          | -          | 2      | 0      |
| lug.-dic. 2021    | Lillestrøm        | ES                | 1          | 0          | CN              | 0               | 0               | -                  | -                  | -                  | -          | -          | -          | 1      | 0      |
| Totale Lillestrøm | Totale Lillestrøm | Totale Lillestrøm | 7          | 0          |                 | 3               | 0               |                    | -                  | -                  |            | -          | -          | 10     | 0      |
| 2022              | Odd               | ES                | 23         | 0          | CN+CN           | 1+3             | 0               | -                  | -                  | -                  | -          | -          | -          | 27     | 0      |
| 2023              | Odd               | ES                | 29         | 1          | CN              | 3               | 0               | -                  | -                  | -                  | -          | -          | -          | 32     | 1      |
| 2024              | Odd               | ES                | 28         | 0          | CN              | 2               | 0               | -                  | -                  | -                  | -          | -          | -          | 30     | 0      |
| Totale Odd        | Totale Odd        | Totale Odd        | 80         | 1          |                 | 9               | 0               |                    | -                  | -                  |            | -          | -          | 89     | 1      |
| Totale            | Totale            | Totale            | 97+3       | 1+0        |                 | 12              | 0               |                    | -                  | -                  |            | -          | -          | 112    | 1      |